# Полет 1476 на „Търкиш Еърлайнс“
Полет 1476 на „Търкиш Еърлайнс“ е международен пътнически полет от международното летището „Тирана Майка Тереза“, Тирана, Албания, до международното летище „Ататюрк“, Истанбул, Турция, управляван от „Търкиш Еърлайнс“. На 3 октомври 2006 г. самолетът „Боинг 737-4Y0“, който изпълнява полета, е отвлечен от Хакан Екинчи в гръцкото въздушно пространство, като исканията му включват кацане в Рим, Италия, и разговор с папа Бенедикт XVI. В същото време гръцки и италиански изтребители F-16 прихващат и съпровождат самолета, докато не кацне в Бриндизи, Италия. На борда има общо 113 души, от които 107 пътници и 6 членове на екипажа.
Властите в Италия започват преговори с похитителя и след шест часа той освобождава всички на борда и се предава. Според информацията той иска политическо убежище и среща с папата. Медиите в Турция съобщават, че похитителят търси убежище в Италия, защото отказва да служи в турската армия, тъй като е християнин, за което е вече разследван и го очаква арест при кацането му в Истанбул. Хакан Екинчи е арестуван в Италия по обвинение за отвличане и осъден на повече от три години затвор, като е освободен през септември 2009 г.